# Srovnání esperanta a ida
| Esperanto |  |
| |  |
| Jazyk |  |
| |  |
| - Akademie esperanta - Gramatika - Slovníky - Esperantologie - Abeceda - Číslovky - Fundamento - lernu! - Letní škola esperanta                                                                             |  |
| |  |
| Organizace |  |
| |  |
| - UEA - TEJO - E@I - EEU - SAT - Český esperantský svaz - Česká esperantská mládež - Esperantské kluby - Katolíci                                                                                           |  |
| |  |
| Dějiny |  |
| |  |
| - Ludvík Lazar Zamenhof - Časová osa - Buloňská deklarace - Ido-schizma - Krize ata/ita - Neutrální Moresnet - Interhelpo - Pražský manifest - Bona Espero - Esperantské město                              |  |
| |  |
| Kultura |  |
| |  |
| - Esperantská setkání - Pasporta Servo - Hudba - Rozhlas - Finvenkismus - Homaranismus - Kabei - Politika - La Espero - Stelo - Symboly (vlajka) - UK - IJK - Esperantista - Rodilí mluvčí - Zamenhofův den |  |
| |  |
| Literatura |  |
| |  |
| - Autoři - Esperantské časopisy - Esperantské slovníky - PIV - Wikipedie - KAEST |  |
| |  |
| Úhly pohledu |  |
| |  |
| - Propedeutická hodnota - Srovnání s idem - Srovnání s interlinguou - Reformy - Odpor vůči esperantu |  |

Srovnání esperanta a ida poukazuje v tomto článku na hlavní rozdíly mezi dvěma umělými jazyky – esperantem a jeho následovníkem idem (ido znamená v esperantu „potomek“).

## Hlavní rozdíly
- Abeceda esperanta používá šest „nelatinských“ písmen, tři z nich se nevyskytují v žádném jiném existujícím jazyce. Obtížnost při zápisu na počítači řeší uživatelé nahrazením těchto znaků, což vede k situacím, kdy stejné slovo může být zobrazeno různými způsoby. Tuto spornou otázku řeší ido používáním abecedy o 26 písmenech latinky s dvěma spřežkami, ch(/ʧ/) a sh(/ʃ/) místo esperantského ĉ a ŝ. Spřežka qu, která reprezentuje /kw/, se používá namísto esperantského kv a podobně gu v idu je používáno jako esperantské gv. Výslovnost ida je fonetická podle zásady, že každé napsané slovo má jednoznačnou výslovnost, ale nemá tak jednoznačnou shodu jedna hláska – jedno písmeno, jako esperanto.
- Ido obvykle neudává pravidla gramatického ovlivňování slovních druhů ve větě, věří, že není potřebné v potenciálním univerzálním jazyce. Například, v esperantu je sloveso ve větě neměnné bez ohledu na číslo, nebo osobu. Tento princip se však v esperantu neuplatňuje u adjektiv a substantiv. Ido tuto skutečnost ze své gramatiky eliminuje.
- Esperanto vyžaduje přidávání koncovky -n k označení akuzativu. Ido povoluje použití tohoto pravidla v nejednoznačných situacích, např. když předmět nenásleduje podmět. Ale v ostatních situacích je toto pravidlo odstraněno jako nadbytečné.
- Ido zavádí pevná pravidla používání koncovek při přeměně slova z jednoho významu (resp. slovního druhu) na druhý a tak zjednodušuje množství pamatování nezbytných slovíček.
- Ido, na rozdíl od esperanta, nerozlišuje mužské pohlaví jako standard pro slova vyjadřující rodinné vztahy, například neodvozuje slovo „sestra“ přidáním ženské koncovky ke slovu „bratr“ tak, jak to dělá esperanto.

## Ukázka
Porovnat rozdíly mezi esperantem a idem lze na této větě:
- Provizora vortaro Ido–Esperanto, per kiu la similecoj kaj diferencoj de la vortaroj de la du lingvoj povas esti vidataj. (esperanto)
- Provizora vortaro Ido–Esperanto, per qua la similesi e diferi di la vortari di la du lingui povas esar vidata. (ido)